# Rhinophylla

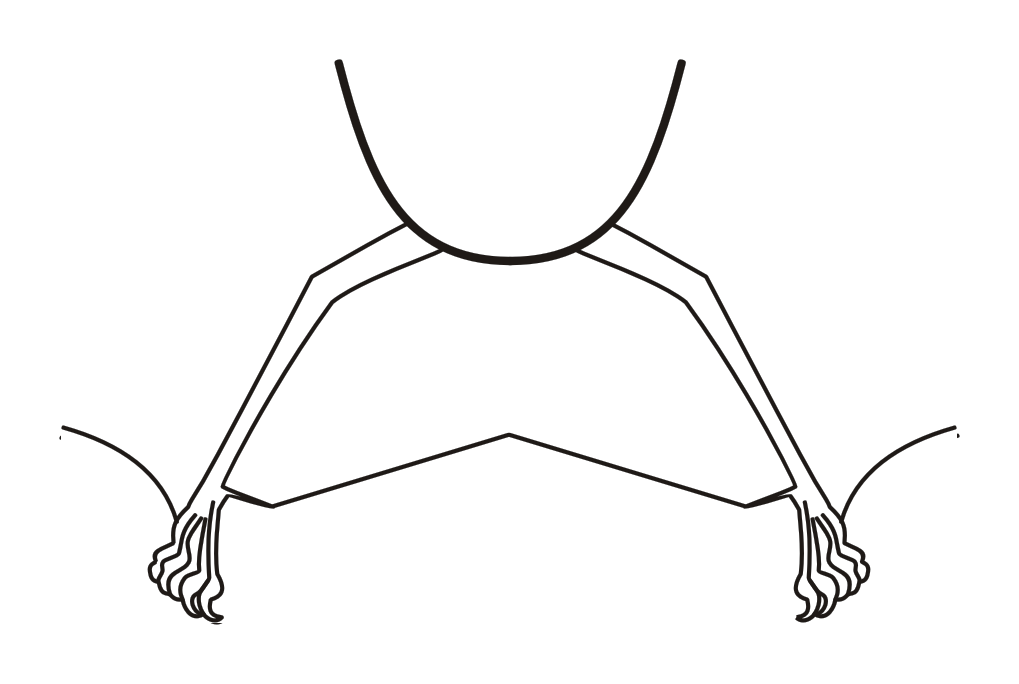
Illustrazione della parte posteriore di Rhinophylla

Rhinophylla (Peters, 1865) è un genere di pipistrelli della famiglia dei Fillostomidi.

## Descrizione

### Dimensioni
Al genere Rhinophylla appartengono pipistrelli di piccole dimensioni, con lunghezza della testa e del corpo tra 43 e 48 mm, la lunghezza dell'avambraccio tra 29 e 37 mm e un peso fino a  g.

### Caratteristiche craniche e dentarie
Il cranio presenta un rostro molto corto e una scatola cranica non elevata e con il profilo dorsale deflesso subito dopo le orbite. Le arcate zigomatiche sono incomplete. Gli incisivi inferiori esterni sono molto piccoli e bifidi mentre quelli più interni sono tricuspidati. 
Sono caratterizzati dalla seguente formula dentaria:

### Aspetto
La pelliccia è densa. Le parti dorsali sono generalmente bruno-grigiastre, mentre le parti ventrali sono più chiare. Il muso è corto, la foglia nasale è larga e lanceolata. Sul mento è presente una grossa verruca circondata da due più piccole allungate poste lateralmente ed inclinate. Le orecchie sono grandi, triangolari e separate. È privo di coda, mentre l'uropatagio è ridotto ad una sottile membrana lungo la parte interna degli arti inferiori. Il calcar è corto meno della metà del piede.

## Distribuzione
Il genere è diffuso in America meridionale.

## Tassonomia
Il genere comprende 3 specie.
- Il margine libero dell'uropatagio è frangiato.

Rhinophylla alethina
Rhinophylla fischerae
- Il margine libero dell'uropatagio è privo di peli.

Rhinophylla pumilio